# ناحیه ریجوی، شهرستان گالاتین، ایلینوی
ناحیه ریجوی (به انگلیسی: Ridgway Township) یک منطقهٔ مسکونی در ایالات متحده آمریکا است که در شهرستان گالاتین، ایلینوی واقع شده‌است. ناحیه ریجوی ۱۱۳ متر بالاتر از سطح دریا واقع شده‌است.